# Capriati a Volturno
Capriati a Volturno község (comune) Olaszország Campania régiójában, Caserta megyében.

## Fekvése
A megye északi részén fekszik, Nápolytól 70 km-re északra valamint Caserta városától 45 km-re északnyugati irányban. Határai: Ciorlano, Fontegreca, Gallo Matese, Monteroduni, Pozzilli és Venafro.

## Története
A települést a szamniszok alapították i. e. 5 században a Volturno folyó völgyében. Ugyancsak ők építették a település első erődítményét, a ma Capriatihoz tartozó Sterpaia településen. A rómaiak építették fel a város első hídját a Volturno folyón, amelynek romjai ma is láthatók.
A mai település első írásos emléke 881-ből származik, amely említést tesz a San Pietro di Isernia-templomról. 979-től 1290-ig a település a Monte Cassinó-i bencések tulajdona, utána pedig feudális birtok. 1450-óta a bárói rangot rendelnek a településhez és környékéhez. A Capriati Báróság 1806-ig áll fent, amikor a település önállóvá vált. 

## Népessége
A népesség számának alakulása:

## Főbb látnivalói
- Castello (a település középkori vára)
- San Rocco-templom
- Santa Maria delle Grazie-templom
- Santa Maria del Piano-kápolna